# Tongdaewŏn-guyŏk
Tongdaewŏn-guyŏk ist einer der 18 Stadtbezirke Pjöngjangs, der Hauptstadt Nordkoreas. Der Bezirk befindet sich am östlichen Ufer des Taedong-gang und grenzt im Norden an den Bezirk Taedonggang-guyŏk und im Süden an Sŏngyo-guyŏk. Östlich des Bezirks befindet sich Sadong-guyŏk. Tongdaewŏn wurde im Oktober 1960 als Stadtbezirk Pjöngjangs eingerichtet. Zuvor gehörte das Gebiet zu den angrenzenden Orten Sŏngyo und Taedonggang.
Die Taedong-Brücke und die Okryu-Brücke verbinden den Bezirk mit dem auf der anderen Flussseite gelegenen Innenstadtbezirk Chung-guyŏk.

## Bauwerke und Einrichtungen

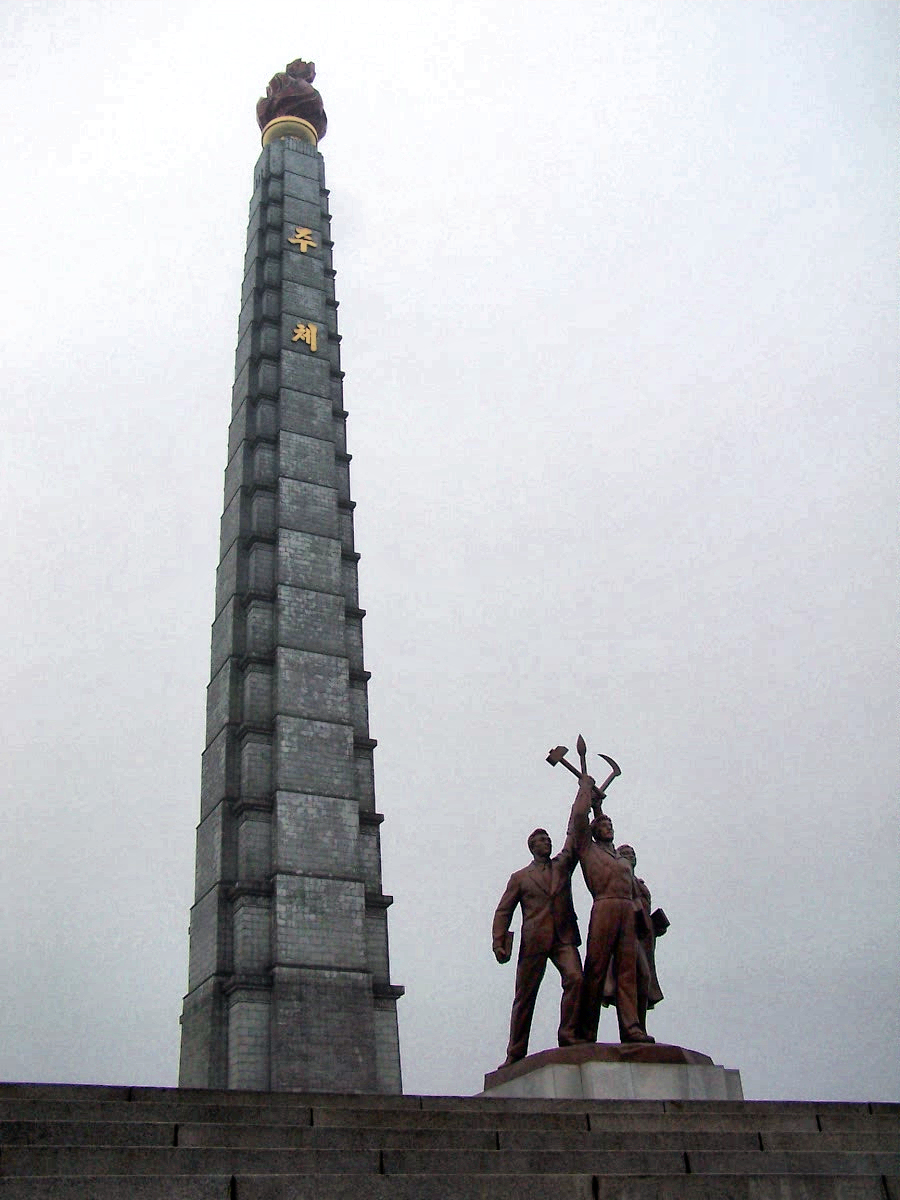
Der Chuch’e-Turm

In Tongdaewŏn befindet sich seit 1982 das Monument der Chuch’e-Ideologie mit dem Chuch’e-Turm als Wahrzeichen Pjöngjangs.
Im Ortsteil Ryul liegt die sogenannte „Scheune“, das Gefängnis, in dem die Besatzung der USS Pueblo (AGER-2) zwischen Januar und März 1968 sechs Wochen lang gefangen gehalten wurde. In unmittelbarer Näher davon liegt das Stadion Ost-Pjöngjang.
Die Munsubong-Revolutionsstätte ist ein bewaldetes Areal an einer Erhebung im Osten des Bezirks, an der Kim Il-sung im April 1947 Bäume zur Wiederbegrünung der im Zweiten Weltkrieg zerstörten Fläche pflanzen ließ. Im Norden der Stätte liegt die Munsu-Gipfelgedenkstätte die an jene Aufforstung durch den damaligen Machtinhaber erinnern soll.
Das Koreanische Dokumentationsfilmstudio im Ortsteil Tonsing befindet sich direkt neben dem Chuch’e-Turm. Es untersteht der Abteilung für Propaganda und Agitation des Zentralkomitees der Partei der Arbeit Koreas und ist in der Regel zuständig politische Dokumentationen.
Das Internationale Rote Kreuz betreibt in Taesin ein von der nordkoreanischen Regierung unabhängig verwaltetes Krankenhaus für ausländische Besucher.

### Bildung
In dem Bezirk befinden sich mehrere Forschungs- und Bildungseinrichtungen.
Die Höhere Parteischule Kim Il-sung im Ortsteil Tongdaewon wurde am 1. Juni 1946 von Kim Il-sung als eine der ersten Regierungseinrichtungen gegründet. Ausgebildet werden dort Anwärter auf Führungspositionen in Regierung, Partei oder beim Militär.
Die Kim Hyŏng-jik University of Education trägt ihren Namen nach dem Vater von Kim Il-sung und nimmt seit 1975 auch ausländische Studenten auf. Auf einer Fläche von 104.000 Quadratmeter befinden sich zwölf Fakultäten, darunter die Bereiche Philosophie, Geschichte, Fremdsprachen und Literatur.
Die Pjöngjang University of Dramatic and Cinematic Arts im Raengchon-dong wurde 1953 gegründet. Sie besitzt fünf Fakultäten und ist unter anderem spezialisiert auf Schauspiel und Film- und Fernsehproduktion. Im gleichen Ortsteil befindet sich die Pjöngjang University of Physical Education; eine Hochschule für Sportpädagogik. Sie besteht seit September 1958 und bildet vor allem Kinder- und Jugendtrainer für verschiedene Sportarten aus.
Des Weiteren befindet sich im Ortsteil Munsin-dong das Kim Il-sung Institute of Politics.

## Naturdenkmale
Die Dahurischen Lärchen von Munsubong im Ortsteil Raengch'ŏn-dong sind unter den Naturdenkmalen Nordkoreas mit der Sortierungsnummer 8 aufgeführt.

## Verwaltungsgliederung
Taesŏng-guyŏk ist in zehn Verwaltungseinheiten, die Dongs eingeteilt. Die Ortsteile Munsin-dong, Dongdaewon-dong, Raengchon-dong und Samma-dong sind wiederum in zwei, die Ortsteile Sinhung-dong und Tongsin-dong in drei Verwaltungseinheiten untergliedert.
|                 | Chosŏn'gŭl | Hancha   |
| --------------- | ---------- | -------- |
| Munsin-dong     | 문신동     | 文新洞   |
| Raengchon-dong  | 랭천동     | 冷泉洞   |
| Ryul-dong       | 률동       | 栗洞     |
| Saesalrim-dong  | 새살림동   |          |
| Samma-dong      | 삼마동     | 三馬洞   |
| Sinhung-dong    | 신흥동     | 新興洞   |
| Sinri-dong      | 신리동     | 新里洞   |
| Taesin-dong     | 대신동     | 大新洞   |
| Tongdaewon-dong | 동대원동   | 東大院洞 |
| Tongsin-dong    | 동신동     | 東新洞   |